# Wevelgem
Wevelgem (fr. Wevelghem) – miejscowość i gmina (gemeente) w Belgii, w Regionie Flamandzkim, w prowincji Flandria Zachodnia, w okręgu Kortrijk. Leży nad rzeką Leie.
Znajduje się tu cmentarz żołnierzy niemieckich, uczestników I wojny światowej. Pochowanych zostało tutaj prawie 48 tysięcy osób.
Od 1934 roku w Wevelgem znajduje się meta prestiżowego wyścigu kolarskiego Gandawa-Wevelgem.

## Podział administracyjny
W skład gminy wchodzą dwie dzielnice (deelgemeente):
- Gullegem
- Moorsele